# Electrolux
AB Electrolux è un'azienda multinazionale svedese con sede a Stoccolma, che opera nella produzione di elettrodomestici per la casa e per un uso professionale. Fondata nel 1910, è la terza maggiore azienda del proprio settore, in cui opera dal 1919, sia in Europa che a livello mondiale.

## Storia

### Le origini: Elektromekaniska AB e Lux AB (1910-1918)
La società Elektromekaniska AB fu fondata a Stoccolma il 19 gennaio 1910 dall'ingegner Sven Carlstedt (1847-1924), come ditta produttrice di motori universali per aspirapolvere, progettati dal medesimo assieme ad Eberhardt Seger.
Nel 1912, Carlstedt conobbe Axel Wenner-Gren (1881-1961), un agente di commercio, il quale gli propose di avviare una collaborazione con la AB Lux, azienda produttrice di lampade a cherosene per uso esterno fondata nel 1901, cui titolare era Carl G. Lindblom. Carlsted e Lindblom, convinti dal Wenner-Gren, avviarono un'importante collaborazione tra le loro aziende: Lux si specializzò nella produzione di aspirapolvere su licenza della statunitense Keller Manifacturing Company di Filadelfia (produttrice degli aspirapolvere Santo), su cui furono montati i motori prodotti dalla Elektromekaniska. Wenner-Gren fu assunto da Lux come suo rappresentante per la Francia, la Germania e la Gran Bretagna, dove fu venduto il primo modello di aspirapolvere, il Lux I.
Lo scoppio della prima guerra mondiale nel 1914, arrestò l'esportazione del Lux I, e Wenner-Gren propose alla ditta un modello di aspirapolvere da lui creato, piccolo e portatile, che però non venne accolto positivamente.
Nel 1915, Wenner-Gren fondò la Svenska Elektron AB, con cui poté commercializzare il suo modello di aspirapolvere con il marchio Elektron, prodotto su commissione da un'altra ditta, che registrò un importante successo commerciale. L'anno seguente, nel 1916, Svenska Elektron acquisì la maggioranza delle quote di Elektromekaniska, di cui Wenner-Gren assunse il comando, e due anni più tardi, nel 1918, acquisì importanti quote in Lux.

### Da Elektromekaniska aElektrolux(1919-1945): la prima espansione dell'azienda

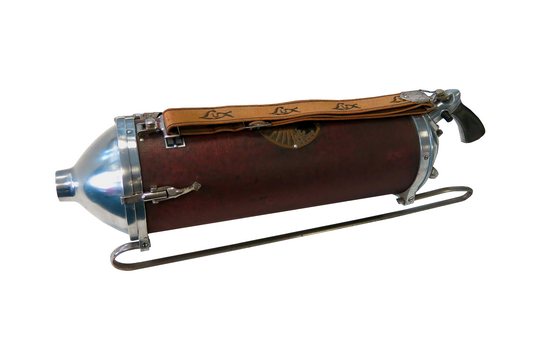
Aspirapolvere Electrolux V del 1924

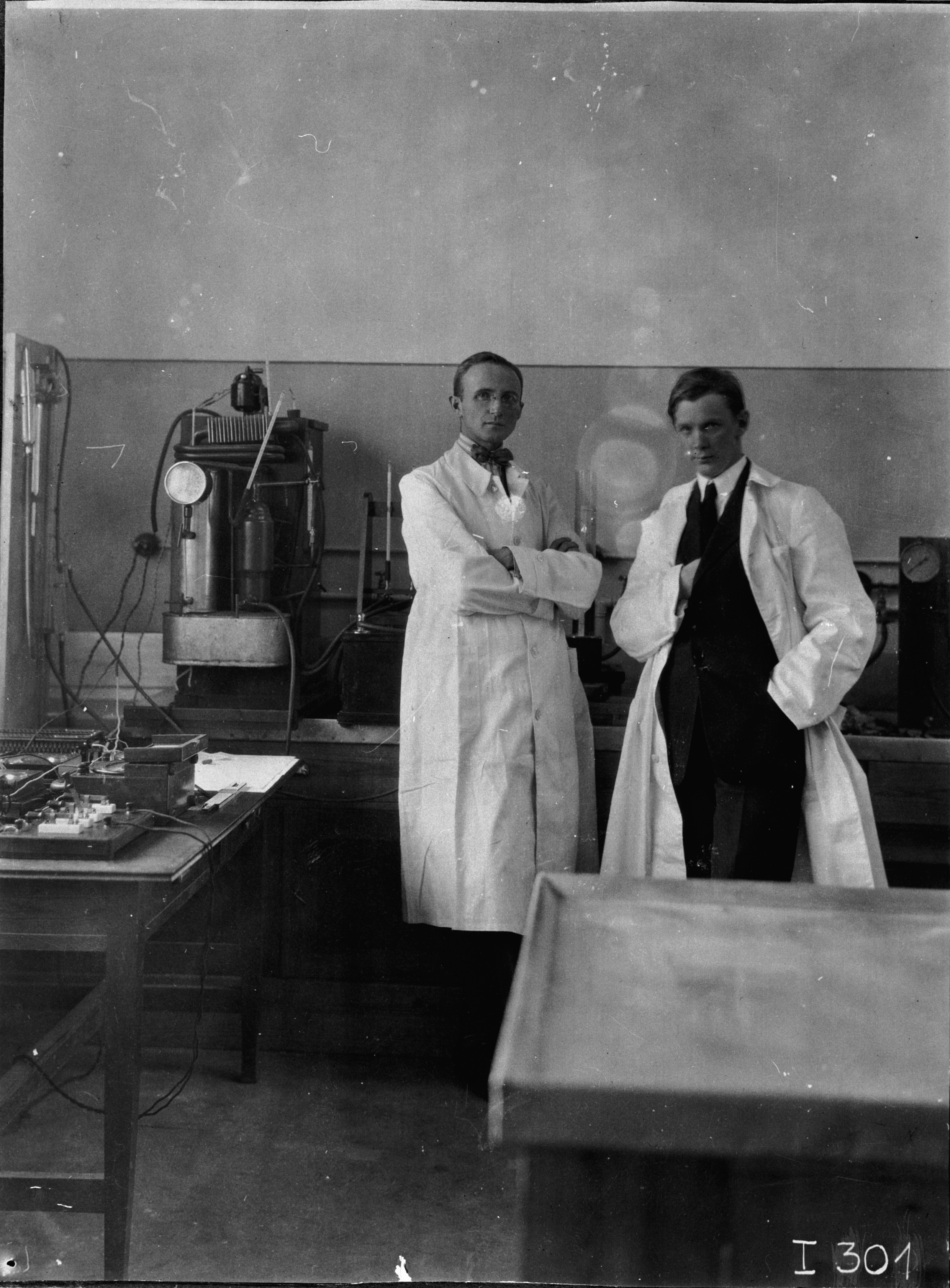
Baltzar von Platen e Carl Munters, inventori del primo tipo di frigorifero, nel laboratorio Elektrolux (1926)

Il 29 agosto 1919, avvenne ufficialmente il cambio di ragione sociale della Elektromekaniska in AB. Elektrolux., di cui Wenner-Gren fu socio di maggioranza e presidente. La nuova denominazione assegnata alla ditta rappresentò infatti la combinazione tra quella precedente e quella di Lux, di cui svolgeva la distribuzione commerciale all'estero. Furono aperte le prime filiali di vendita in Danimarca, Paesi Bassi, Svizzera e Francia, e nel 1921 la ditta lanciò il modello il Lux V, a forma cilindrica e dotato di turbina che generava una potente aspirazione.
I modelli di aspiravolere Elektrolux riscossero enorme successo di vendite nei paesi in cui furono commercializzati, e la ditta poco tempo dopo focalizzò il proprio interesse verso una particolare macchina che produceva freddo attraverso l'assorbimento del calore mediante l'uso di elettricità, gas o cherosene, inventata nel 1922 da Baltzar von Platen (1898-1984) e Carl Munters (1897-1989), studenti di ingegneria all'Istituto reale di tecnologia di Stoccolma. Nel 1925, due anni dopo aver rilevato Lux (1923), acquisì pure il controllo della AB Arctic, che per prima lo produsse e lo mise in commercio, e a seguito di ciò, Elektrolux lanciò il suo primo frigo ad assorbimento, il modello D-Fridge I. Nel 1924-25, furono aperte altre filiali nelle Americhe e in Oceania. La nuova produzione di refrigeranti contribuì alla crescita dell'azienda svedese, che a fronte dell'incremento della domanda decise di creare nuovi stabilimenti produttivi all'estero, quello tedesco di Tempelhof, quartiere di Berlino, nel 1926, quello inglese di Luton e quello francese di Courbevoie, ambedue nel 1927. La produzione dei frigoriferi generò per Elektrolux una quantità di vendite attorno ai 60 milioni di corone svedesi, e alla fine del 1928 l'azienda fu quotata alla Borsa di Londra. Due anni più tardi, il 26 maggio 1930, fece ingresso anche alla Borsa di Stoccolma.
Nel 1930, Wenner-Gren, che da quattro anni aveva assunto il ruolo di amministratore delegato, nominò presidente un contabile britannico, Harry G. Faulkner. Nello stesso anno, Elektrolux produsse il primo frigorifero da incasso al mondo. L'espansione internazionale di Elektrolux non fu limitata alla sola Europa, ma si rivolse anche ad altre aree geografiche: nel 1931 penetrò negli Stati Uniti con l'apertura di uno stabilimento a Old Greenwich, nel Connecticut, destinato alla produzione dei frigoriferi, e cinque anni più tardi, nel 1936, aprì uno stabilimento in Australia, destinato, oltre alla produzione dei frigoriferi, anche a quella degli aspirapolvere e delle lucidatrici per pavimenti. Nel 1936, la quantità di apparecchi per la refrigerazione venduti da Elektrolux raggiunse la soglia di 1 milione di pezzi, ma nello stesso anno, lo stabilimento di Lilla Essingen fu devastato da un gravissimo incendio. L'anno seguente, nel 1937, la medesima fabbrica fu interamente ricostruita con annessa un laboratorio di ricerca e sviluppo.
Wenner-Gren si dimise da capo di Electrolux nel 1939, con lo scoppio della guerra in Europa e si trasferì alle Bahamas, e rimanendone il padrone, affidò la carica di presidente dell'azienda ad Axel Enström , e quella di amministratore delegato a Gustaf Sahlin. Durante la seconda guerra mondiale, nonostante la perdita di alcuni impianti di produzione, Elektrolux riuscì a mantenere molte delle sue normali attività, operando altre aperture in Australia, Venezuela e Colombia. In Svezia, acquistò società nei settori delle attrezzature per lavanderie commerciali e dei motori fuoribordo. Tuttavia, parte delle sue attività produttive furono concentrate nello sforzo bellico, compresa la produzione di munizioni e di purificatori d'aria per l'esercito svedese.

### Da Elektrolux aElectrolux: la cessione a Wallenberg e la seconda espansione (1946-1989)

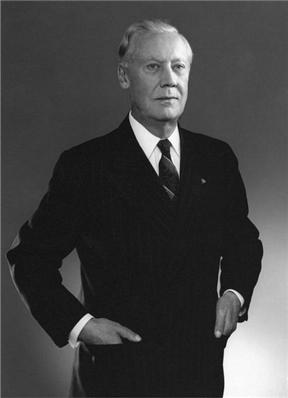
Axel Wenner-Gren, capo e socio di maggioranza di Electrolux dal 1919 al 1956

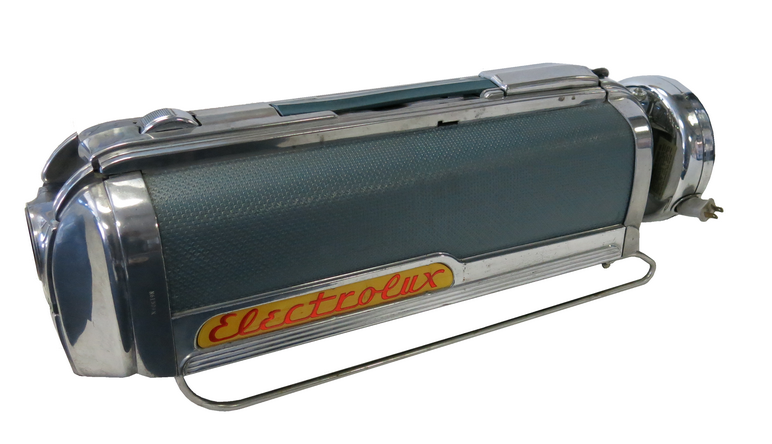
Aspirapolvere Electrolux LX del 1952

Dopo la guerra Elektrolux riprese le sue normali attività, e il periodo, tuttavia, non fu privo di battute d'arresto. Molte filiali che erano state aperte nei paesi dell'Europa orientale prima della guerra, chiusero subito dopo l'occupazione sovietica. Inoltre, nonostante un contratto del governo britannico per la fornitura di 50.000 frigoriferi ad assorbimento da incasso per case temporanee prefabbricate, l'azienda iniziò ad affrontare problemi nel mercato dei frigoriferi.  La tecnologia di refrigerazione ad assorbimento diveniva obsoleta, e si affermava quella di compressione, che l'azienda adottò per i suoi frigoriferi.
L'azienda svedese avviò la propria diversificazione produttiva, e nel 1951 presentò la sua prima lavatrice, modello W20. Nel 1956, Elektrolux, che realizzò un fatturato che raggiunse i 500 milioni di corone, fu ceduta alla famiglia Wallenberg, proprietaria di un importante gruppo finanziario, con cui da tempo aveva avviato una collaborazione che spesso giovò a Eleckrolux, aiutandola, ad esempio, a organizzare finanziamenti all'estero e ad isolare il gruppo da eventuali offerte pubbliche di acquisto ostili. Il 19 luglio 1957, fu deciso il cambio della grafia del nome dell'azienda, che divenne AB Electrolux. Nel 1959, fu presentata la prima lavastoviglie, modello D1.
Nel 1962, nel tentativo di risolvere i suoi problemi con i frigoriferi, Electrolux acquistò la ditta svedese ElektroHelios. Questa azienda, deteneva una quota importante del mercato scandinavo nei frigoriferi e congelatori a compressore, oltre che nella produzione di stufe. Nell'anno successivo all'acquisizione, il 1963, Electrolux lanciò una vasta gamma di attrezzature per la conservazione degli alimenti, mettendola in una posizione di forza per beneficiare delle richieste generate dalla fiorente industria dei surgelati. L'innovazione tecnologica fu necessaria anche per quel che riguarda gli apparecchi per la cottura, e nel 1969 fu lanciato il primo forno con autopulente pirolitico.
Nel 1967, i Wallenberg affidarono la guida dell'azienda ad Hans Werthén (1919-2000), manager proveniente dall'Ericsson, con il quale Electrolux avviò una seconda politica di espansione attraverso l'acquisizione di altre aziende straniere concorrenti, assumendo progressivamente le dimensioni e le caratteristiche di una multinazionale. Nel 1968, il 39% delle quote della sua consociata statunitense Electrolux Corp., USA, fu ceduto alla Consolidated Foods Corporation di Chicago, e successivamente passarono sotto il controllo di Electrolux le seguenti aziende, che operavano anche in settori diversi da quello degli elettrodomestici: la britannica Flymo (produttrice di tosaerba, 1968), la norvegese Elektra (produttore di stufe), la danese Atlas (1969), la lussemburghese Kreft, la tedesca Siegas (1972), la svedese Facit (prodotti per ufficio, 1973), la statunitense Eureka (produttrice di aspirapolvere, 1974), la svedese Husqvarna (refreigerazione commerciale, 1978), la svedese Gränges (prodotti in alluminio, 1980), l'italiana Zanussi (1984), la statunitense White Consolidated Industries con i marchi Frigidaire e Philco (1986), e la britannica Thorn EMI (divisioni elettrodomestici e attrezzature per la ristorazione, 1987). Di queste numerose acquisizioni, la più importante fu certamente quella della Zanussi, primo produttore italiano di elettrodomestici, che ad Electrolux fece guadagnare la posizione di primo Gruppo europeo attivo nel settore.

### La terza espansione e la ristrutturazione del Gruppo (1990-presente)
Durante la lunga gestione di Werthén, Electrolux era cresciuta enormemente grazie alle acquisizioni di altre aziende, ma il risultato che venne fuori fu quello di avere una serie ingombrante di marchi, ciascuno dei quali necessitava del supporto di operazioni di produzione e marketing separate. Electrolux è stata ulteriormente danneggiata all'inizio degli anni novanta da una recessione economica nelle sue attività centrali europee e nordamericane e dalla maturazione dei settori degli elettrodomestici in quegli stessi mercati, che ha intensificato la concorrenza. Nel periodo 1990-94, significativi furono i cali del fatturato e degli utili, rispetto al decennio precedente.
Werthén si dimise dalla carica di presidente all'inizio del 1991, Scharp divenne amministratore delegato, e Leif Johansson fu nominato presidente dell'azienda, assumendo lui stesso la carica di amministratore delegato nel 1994. Il nuovo management proseguì la politica di espansione internazionale adottata nei decenni precedenti, attraverso numerosi accordi commerciali con altre aziende, o acquisendone pure il controllo, e questa nuova fase si realizzò prevalentemente fuori dall'Europa occidentale. Nella seconda metà degli anni novanta, Electrolux acquisì il controllo dell'ungherese Lehel (1991), della tedesca AEG (1994) e della brasiliana Refrigeraçao Paraná S.A. (1996), e al contempo aprì stabilimenti in Cina e India, ed avviò alcune joint-venture, come quella con la polacca Myszkow FNE Swiatowit.
Nel 1999, ha collaborato con Ericsson per sviluppare e commercializzare prodotti per la "casa in rete": gestiti nell'ambito della joint-venture e2Home, questi prodotti sarebbero stati collegati via web a una varietà di fornitori di informazioni e servizi. Un'altra linea di prodotti, la Live-In Kitchen, collegava gli elettrodomestici ai telefoni cellulari, con i quali era possibile preriscaldare il forno. Nell'ambito della sua innovazione tecnologica, Electrolux sviluppò anche l'aspirapolvere Trilobite, un prodotto robotico che utilizzava sensori per aspirare una stanza, e uno Smart Fridge, un frigorifero top di gamma completo di schermo del computer integrato e accesso ad Internet.
Nel 2000, sia fatturato che utile netto erano aumentati costantemente negli ultimi tre anni,  passando rispettivamente da 113 miliardi di corone a 124,4 miliardi, e da 352 milioni di corone registrati nel 1997, ai 4,4 miliardi. Durante quell'anno, la società riacquistò i suoi diritti sul marchio Electrolux in Nord America, che aveva ceduto nel 1968 alla Consolidated Foods Corporation. L'acquisto faceva parte del piano per allineare i nomi dei marchi, soprattutto in Nord America, dove però gli affari del Gruppo svedese erano in forte contrazione. L'anno seguente, nel 2001, rilevò la divisione elettrodomestici dell'australiana Email Ltd, e dell'italiana MEP Marazzini, produttrice di attrezzature per il giardinaggio.
Nel biennio 2001-02, Il Gruppo Electrolux ha attuato due programmi di ristrutturazione, con disinvestimenti di attività no-core, misure di miglioramento della produttività, riduzione dei costi, consolidamento della produzione, razionalizzazione delle vendite e del marketing, svalutazioni di cespiti e tagli di personale. Negli anni successivi sono stati dismessi numerosi stabilimenti produttivi, in particolare in Europa occidentale e Nord America, le cui attività sono state delocalizzate in Europa orientale, Estremo Oriente e Messico.
Nel 2011, Electrolux rafforza ulteriormente la sua presenza a livello mondiale, con l'acquisizione del 52% delle azioni di Olympic Group, azienda egiziana produttrice di elettrodomestici, che domina il mercato del settore in Medio Oriente, ed il 64% delle azioni della Sigdo Koppers, che controlla la Compañia Tecno Industrial S.A (CTI), azienda cilena produttrice di elettrodomestici, tra le maggiori dell'America Latina.
Nel 2019, il consiglio di amministrazione di Electrolux delibera lo scorporo della sussidiaria AB Electrolux Professional, che si occupa del ramo d'azienda dedicato agli elettrodomestici per uso professionale, che diventa così un'azienda a sé stante, nonché il suo ingresso alla Borsa di Stoccolma.  Nello stesso anno, il Gruppo ottiene due riconoscimenti nell'ambito della sostenibilità ambientale: l'inserimento nella 2019 Global 100 Most Sustainable Corporations, e la premiazione con il Gold Class Award.

## Informazioni e dati

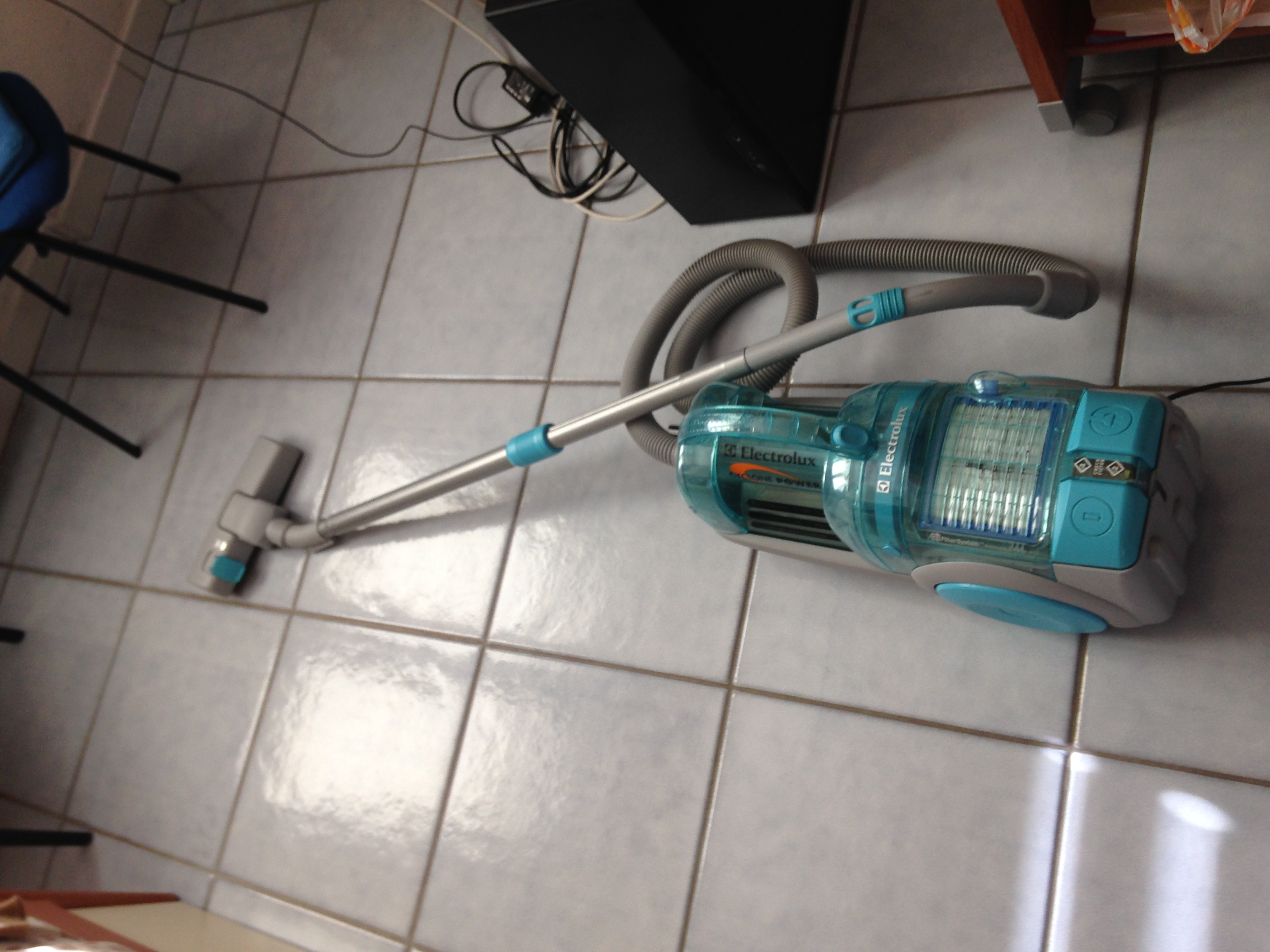
Aspirapolvere Electrolux con sistema di aspirazione senza sacco

AB Electrolux è una multinazionale svedese con sede legale a Stoccolma, specializzata nella produzione e vendita di elettrodomestici, terza a livello sia europeo che mondiale. La sua gamma di prodotti, commercializzati in 120 paesi, è articolata in otto categorie: cottura (forni, microonde, piani cottura, cucine, cappe per cucina, confezionatrici, abbattitori), freddo (frigoriferi e congelatori), lavaggio (lavatrici, asciugatrici, ferri da stiro), lavastoviglie, piccoli elettrodomestici (frullatori, bollitori, macchine da caffè, friggitrici, tostapane), pulizia (aspirapolvere e scope elettriche), trattamento aria (condizionatori, deumidificatori e purificatori d'aria), ed accessori.
Nel 2020, il Gruppo ha realizzato un fatturato di 115,9 miliardi di corone svedesi, pari a 11,3 miliardi di euro ed a 13,4 miliardi di dollari, ed un utile netto di 5,7 miliardi di corone svedesi, pari a 560 milioni di euro ed a 660 milioni di dollari. Il numero complessivo di dipendenti nel medesimo anno è stato di 47.543 unità, di cui 9.844 in Europa occidentale. A livello di nazioni, ai primi cinque posti figurano Brasile (6.999), Stati Uniti (6.610), Polonia (5.461), Messico (4.829) e Italia (4.611). Electrolux realizza il 40% delle vendite in Europa, seguita dal Nord America con il 33%. Possiede 35 stabilimenti per l'assemblaggio degli elettrodomestici e 5 stabilimenti per la produzione di componenti e accessori, sparsi nei cinque continenti. Produce e vende nel mondo 60 milioni di pezzi l'anno. 
In Italia è presente con cinque stabilimenti produttivi: Porcia (lavatrici e lavasciuga), Susegana (frigoriferi e congelatori), Solaro (lavastoviglie), Forlì (forni e piani cottura) e Cerreto d'Esi (cappe da cucina).
Electrolux opera a livello globale con i marchi AEG, Electrolux, Frigidaire, Kelvinator e White-Westinghouse, a cui si aggiungono altri marchi regionali. Nel 2016, possedeva una quota di mercato in Europa e Russia dell11%, terza dopo la tedesca BSH Hausgeräte e la statunitense Whirlpool Corporation.

### Marchi del Gruppo Electrolux[22]
- Advance Tech
- AEG
- Arthur Martin
- Atlas
- Beam
- Bendix
- Castor
- Chef
- Corberó
- Dubix
- Electrolux
- Elektra
- Elektro Helios
- Eureka Vacuum Cleaners
- Faure
- Frigidaire
- Gibson
- Juno
- Kelvinator
- Leonard
- Marynen
- Menalux
- Moffat
- Parkinson Cowan
- Philco
- Progress
- Prosdocimo
- Rex
- Rosenlew
- Sanitaire
- Simpson
- Tappan
- Therma
- Tornado
- Tricity
- Volta
- Voss
- Wascator
- White-Westinghouse
- Zanker
- Zanussi
- Zoppas